# Pont Dona Ana
Le Pont Dona Ana enjambe le Zambèze entre les localités de Vila de Sena et Mutarara, au Mozambique. Cet ouvrage d'art ferroviaire a permis d'achever le chemin de fer de Sena reliant le Malawi, pays enclavé, au port de Beira sur l'océan Indien ainsi que l'acheminement du charbon en provenance du bassin houiller de Moatize vers ce même port, via la ligne Dona Ana—Moatize.
Ce pont, ouvert à la circulation en 1934, est long de 3,67 km et comprend 33 travées de 80 m et 7 de 50 m de long. Il a été en son temps, le plus grand pont ferroviaire d'Afrique. Il reste l'un des trois seuls ponts permettant le franchissement du Zambèze au mozambique avec le pont Samora-Machel en amont et le pont Armando Emilio Guebuza en aval.
Rendu inutilisable par des attaques du RENAMO durant la guerre civile mozambicaine , il a été réparé en 1995 et converti à la circulation routière puis totalement fermé au trafic routier en 2006 et ré-ouvert uniquement au trafic ferroviaire en 2009.  

## Toponymie
Dona Ana fait référence à la petite localité, de nos jours dénommée Mutarara, sur la rive gauche du Zambèze, à partir de laquelle le pont a été édifié. Le nom de la localité provient lui même d'Ana Cativa, une riche prazeira ainsi que l'on nommait dans la colonie du Mozambique, les Portugais possédant de grandes propriétés, les prazos, dans la vallée du Zambèze. Dona Ana a été décrite comme une « femme zambésienne blanche d'une beauté saisissante et extrêmement riche qui, à son apogée, aurait possédé un palanquin (machila) incrusté d'or ».

## Description
L'ouvrage d'art est subdivisé en trois éléments distincts. Le pont bow-string principal, long de 2 992 m, qui comprend 40 travées, 33 de 80 m de portée et 7 de 50 m. Les piles ont été  posées soit directement, soit via un forage. Deux viaducs d'accès ont été édifiés sur la rive gauche (122 m) et la rive droite (563 m). Ils sont constitués de deux structures de poutrelles d'acier en « I » intercalées avec des joints de dilatation. Une voie ferroviaire à écartement de 1067 mm traverse l'ouvrage.
Il existe aussi, latéralement, un passage piéton également emprunté par les cyclistes.

## Histoire

### Mise en place du chemin de fer de Sena
Dès le début du XXe siècle, les Britanniques cherchent à relier le Protectorat britannique d'Afrique centrale (actuel Malawi)  à l'océan Indien. Le fleuve Zambèze et son affluent, la Shire, étant coupés par des rapides et sujets à de grandes variations de leur débit, la construction d'une voie ferrée s'impose.
Un premier tronçon de ce chemin de fer est édifié à partir de 1901, lorsque la Shire Highlands Railway Company fondée par des investisseurs britanniques obtient une concession pour la construction d'une voie ferrée reliant Mangochi, situé à l'extrémité sud du lac Malawi, à Nsanje (Port Herald), sur la rivière Shire, à l'extrême sud du protectorat. 
Puis le gouvernement du Nyassaland accepte d'apporter en 1912 des fonds à la British South Africa Company pour construire le Central African Railway permettant de relier Nsanje  extrémité sud du Shire Highlands Railway, à un point situé environ 100 km plus loin au sud au Mozambique, sur la rive nord du Zambèze, à Chindio.
Entre 1919 et 1922, Trans-Zambezia Railway Company, entreprise lauréate de l'appel d'offres pour la construction du tronçon sud, achève la liaison entre Dondo et Vila de Sena, en face de la ville de Nhamayabué (ou Mutarara), sur le fleuve Zambèze. Le reste du chemin de fer côté mozambicain, entre Nhamayabué et Vila Nova de Fronteira, est lentement achevé jusqu'en 1930. Ainsi, en 1930, le chemin de fer relie déjà le port de Beira à Blantyre, dans le Nyassaland britannique. Il est utilisé pour le transport des productions agricoles du Nyassaland. 
La seule discontinuité demeurant entre le Nyassaland et l'océan Indien se situe donc au niveau de la traversée du Zambèze qui s'effectue en ferry. Cette rupture de charge connait par ailleurs des aléas. La capacité du ferry dépend de la profondeur du fleuve. Durant deux mois, en saison sèche, les eaux sont basses et, à l'inverse, en saison des pluies, les eaux submergent la voie ferrée. 

### Construction du pont

Situation du pont Dona Ana sur la ligne de Sena à sa construction en 1935.

En 1927, le gouvernement britannique commande un rapport sur la construction d'un pont sur le Zambèze. Le « rapport Hammond » de 1929 propose de construire un pont à Mutarara, 40 km en amont de Chindio ; son coût est estimé à 1,06 million de £. Éliminer le coût du transbordement et augmenter le trafic était censé payer les intérêts et permettre de créer un fonds d'amortissement pour rembourser les prêts consentis pour sa construction. Le marché est remporté en juillet 1930 à Cleveland Bridge & Engineering Company, une entreprise basée à Darlington, dans le nord de l'Angleterre, qui a déjà construit le pont des chutes Victoria, premier ouvrage d'art traversant le Zambèze.
Robert Gales, l'ingénieur civil de la société de consultants Rendel Palmer and Tritton, missionnée par l'Empire britannique, achève les plans du pont en 1929. 
Les travaux commencent à partir de la localité de Dona Ana (Mutarara), sur la rive gauche du Zambèze, à partir de début 1931. Les ingénieurs de Cleveland Bridge venus d'Angleterre y établissent un camp, qui rapidement se métamorphose en une petite ville. Leur première tâche est de réceptionner outils et matériaux nécessaires à la construction de l'ouvrage. En tout, 400 000 tonnes de matériel sont acheminés d'Angleterre vers ce camp via le Zambèze.
Le coût final du pont est de 1,74 million de £ et il ne généra jamais un trafic suffisant pour payer les intérêts des prêts, et, encore moins, pour rembourser le capital. Sa construction s'étend de 1930 à 1934

### Indépendance du Mozambique

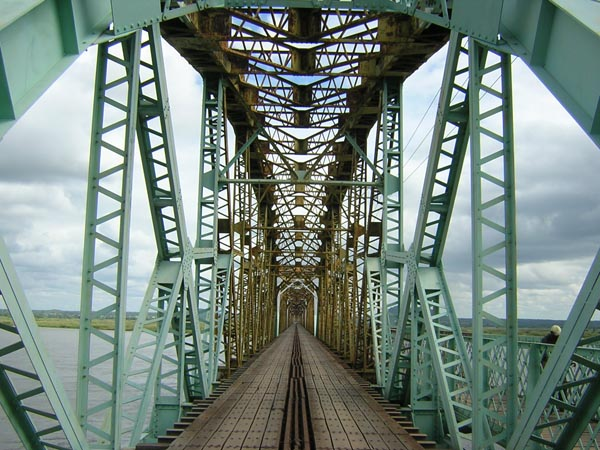
Le pont Dona Ana converti à la circulation automobile après 1996.

Localisation du pont Dona Ana sur le système ferrovaire mozambicain.

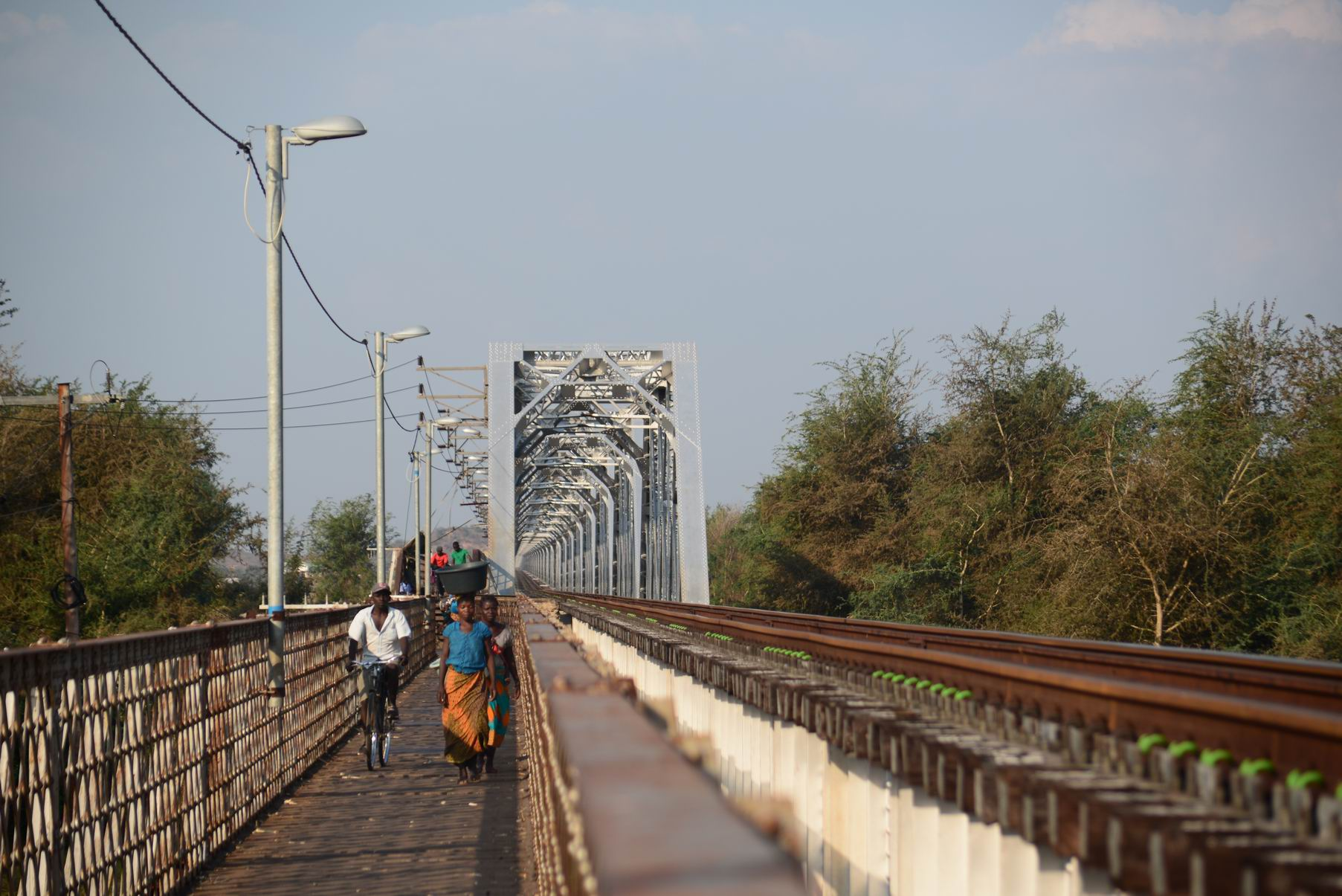
Le pont rendu à la circulation ferroviaire en 2017, le passage piéton est emprunté par de nombreux riverains.

Le pont est rendu inutilisable dans les années 1980, au cours de la guerre civile du Mozambique. En novembre 1986, le RENAMO fait sauter la première et la trente-troisième portées du pont. Il continue cependant d'être emprunté par les piétons des localités environnantes qui mettent en place échelles et cordes pour monter et descendre les sections effondrées de l'ouvrage. À la suite des accords généraux de paix de Rome (1992) le pont devient une importante voie de communication pour le retour des Mozambicains réfugiés au Malawi, une traversée éprouvante pour les malades, mutilés, personnes âgées et enfants en bas âge. Le photographe brésilien Sebastião Salgado a effectué un reportage photographiques sur ces traversées des réfugiés.  
En 1995, l'Agence des États-Unis pour le développement international (USAID) finance la reconstruction d'infrastructures de communications du Mozambique et alloue 500 000 USD à la réparation du pont, opération qui est confiée à l'entreprise italienne Ravenna. Les deux sections effondrées du tablier sont remises en place. Il est il décidé de convertir l'ouvrage en pont routier à voie unique. Le pont rénové est inauguré par le président Joaquim Chissano en décembre 1995.
Cependant, en raison d'un manque de maintenance, l'état du pont se dégrade et il doit être entièrement fermé à la circulation routière en 2006.  En 2009, il est remis en service, et rendu à sa fonction première de pont ferroviaire. En 2017, il fait l'objet d'une nouvelle rénovation, en particulier de sa voie piétonne, utilisée par 3000 personnes par jour. En effet, sa dégradation a conduit à la mort d'au moins cinq personnes et occasionné six blessés graves dans les années précédentes.
Quoique n'étant pas situé sur une route principale, il propose ainsi une alternative pour la traversée du Zambèze. Les deux autres possibilités sont le pont à Tete et l'ancienne route du ferry à Caia, qui n'est pas toujours praticable. Le pont Dona Ana était le plus long à traverser le Zambèze et le plus en aval sur le fleuve avant la construction du Pont Armando Emilio Guebuza en 2009.

## Galerie

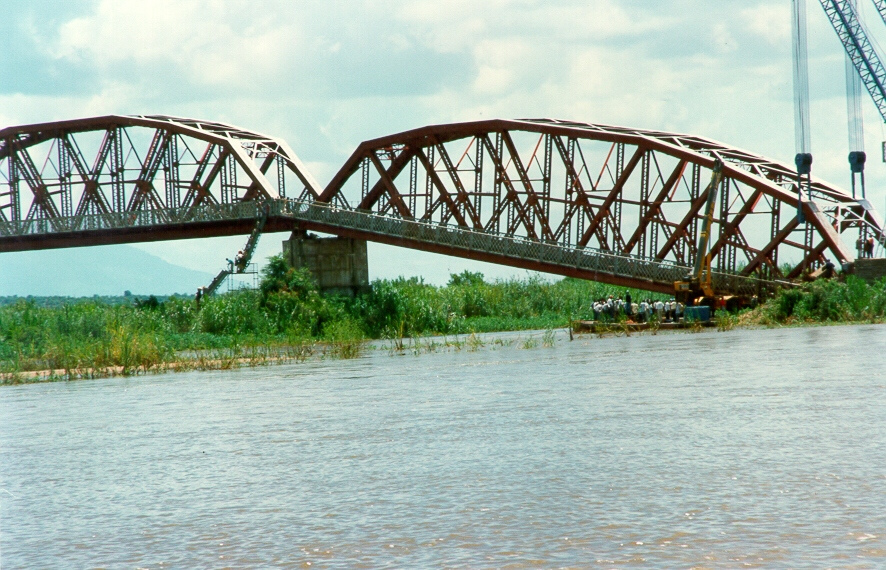
Détruit par les eaux, 2000.
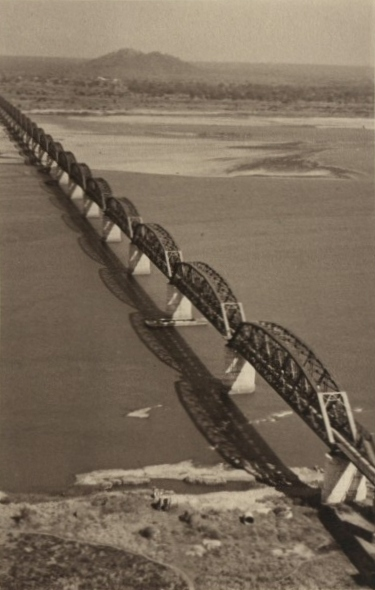